# Anthopleura waridi
Anthopleura waridi is een zeeanemonensoort uit de familie Actiniidae. De anemoon komt uit het geslacht Anthopleura. Anthopleura waridi werd in 1900 voor het eerst wetenschappelijk beschreven door Carlgren. 